# 케이시 켈리
케이시 패트릭 켈리(Casey Patrick Kelly, 1989년 10월 4일~)는 미국의 야구 선수이자, 전 메이저 리그 신시내티 레즈의 투수이다. LG 트윈스 프랜차이즈 역대 최고의 외국인 투수, 투수를 넘어 최고의 외국인 선수로 평가받는다.

## 미국 프로야구 시절
2012년에 샌디에이고 파드리스에 입단하였다. 2009년 데뷔 첫 시즌 당시 전반기에 투수, 후반기에 유격수로 활동했으나 타율이 0.222에 머물자 시즌 후 투수로만 활동했다.

## 한국 프로야구 시절

### LG 트윈스시절
2019년 헨리 소사를 대체할 외국인 투수로 영입되었다.

#### 2019 시즌
29경기에 등판해 14승 12패를 하였다.

#### 2020 시즌
10월 9일 NC 다이노스전에서 개인 첫 완봉승을 기록했다. 그해 15승 7패를 하였다.

#### 2022 시즌
16승을 거둬 다승왕을 기록하였고, 21세기 LG 단일시즌 최다승 기록을 세웠다.

#### 2023 시즌
전반기와 후반기 초반까지 고전했지만 5년연속 10승을 기록하고 한국시리즈에서도 1승을 하며, 팀을 통합우승을 하는데 공헌하였다. 와일드카드, 준플레이오프, 플레이오프, 한국시리즈까지 포스트시즌 모든 라운드에서 승리투수가 되었다.

#### 2024 시즌
재계약에 성공하며, 구단 역사상 처음으로 6년연속 재계약한 외국인선수가 되었다.
6월 25일 삼성 라이온즈전에서 8회까지 퍼펙트를 기록하다가 9회 선두타자 윤정빈에게 안타를 맞았고 그 이후 병살타와 외야플라이로 처리하면서 27타자 1피안타 무사사구 완봉승을 하였다.
하지만 7월 9일 KIA전에서 5이닝 5실점으로 난타당한 이후 염경엽 감독이 켈리 교체를 시사했고, 결국 확실한 1선발이 필요했던 LG는 7월 20일 켈리를 방출했다. 이때 켈리는 이미 방출된 몸이었음에도 불구하고 7월 20일 두산전에서 호투했지만, 결국 우천으로 인해 경기가 취소되었고 성대한 고별식을 하며 한국 생활을 마무리했다.
그의 대체 용병으로는 엘리에이저 에르난데스가 영입되었다.

## 별명
- 타선 지원을 받지 못할 때 '켈크라이'라고 불린다.
- 머리가 예수같이 길어서 "잠실예수"라고 불린다.

## 트리비아
- 샌프란시스코 자이언츠 시절 황재균과 동료였다.

## 통산 기록
| 연도 | 팀명  | 평균자책점 | 경기 | 완투 | 완봉 | 승 | 패 | 세 | 홀 | 승률  | 타자 | 이닝  | 피안타 | 피홈런 | 볼넷 | 사구 | 탈삼진 | 실점 | 자책점 |
| ---- | ----- | ---------- | ---- | ---- | ---- | -- | -- | -- | -- | ----- | ---- | ----- | ------ | ------ | ---- | ---- | ------ | ---- | ------ |
| 2019 | LG    | 2.55       | 29   | 0    | 0    | 14 | 12 | 0  | 0  | 0.538 | 747  | 180.1 | 164    | 7      | 41   | 16   | 126    | 70   | 51     |
| 2020 | LG    | 3.32       | 28   | 1    | 1    | 15 | 7  | 0  | 0  | 0.682 | 705  | 173.1 | 160    | 16     | 40   | 11   | 134    | 67   | 64     |
| 2021 | LG    | 3.15       | 30   | 0    | 0    | 13 | 8  | 0  | 0  | 0.619 | 744  | 177   | 160    | 12     | 60   | 11   | 142    | 64   | 62     |
| 2022 | LG    | 2.54       | 27   | 0    | 0    | 16 | 4  | 0  | 0  | 0.800 | 664  | 166.1 | 144    | 10     | 35   | 2    | 153    | 50   | 47     |
| 2023 | LG    | 3.83       | 30   | 0    | 0    | 10 | 7  | 0  | 0  | 0.588 | 746  | 178.2 | 183    | 10     | 39   | 6    | 129    | 87   | 76     |
| 통산 | 5시즌 | 3.08       | 144  | 1    | 1    | 68 | 38 | 0  | 0  | 0.613 | 2196 | 875.1 | 821    | 55     | 141  | 38   | 531    | 201  | 177    |